# 津山弘巳
津山 弘巳（つやま ひろみ、1995年9月1日 - ）は、宮崎県小林市出身のハンドボール選手。

## 経歴
宮崎県立小林秀峰高等学校時代は2011年に日本代表U-16に選出。
2013年は第21回日・韓・中ジュニア交流競技会の日本代表に選ばれた。
高校卒業後は福岡大学へ進学。2015年は福岡県学生ハンドボール新人戦で新人賞を受賞した。
2016年は第25回九州学生ハンドボールリーグ春季大会で優秀学生審判委員賞を受賞。
2017年は第26回九州学生ハンドボールリーグ春季大会では32連覇に貢献し、最優秀選手に選ばれた。
2018年に日本ハンドボールリーグのトヨタ紡織九州へ加入。2018-19年シーズン限りで退団。

## 詳細情報

### 年度別成績
| 年       | チーム         | 試合 | フィールド 得点 | 率   | 7m  | 合計 | 警告 | 退場 | 失格 |
| -------- | -------------- | ---- | --------------- | ---- | --- | ---- | ---- | ---- | ---- |
| 2018-19  | トヨタ紡織九州 | 3    | 2/3             | .667 | 0/0 | 2/3  | 0    | 1    | 0    |
| JHL：1年 | JHL：1年       | 3    | 2/3             | .667 | 0/0 | 2/3  | 0    | 1    | 0    |

### 記録

#### 日本ハンドボールリーグ
- フィールドゴール初得点：2018年9月22日、対豊田合成戦（芦刈文化体育館）[8]

### 背番号
- 21 (2018年 - 2019年)

## 代表歴

### 日本代表U-16
- 日韓スポーツ交流 (2011年)